# Гагинский сельсовет
Гагинский сельсовет — сельское поселение в Гагинском районе Нижегородской области. 
Административный центр — село Гагино.

## История
Гагинский сельсовет был образован после октябрьской революции на территории Гагинской волости Сергачского уезда. После упразднения уездов и волостей в 1929 году вошел в состав вновь созданного Гагинского района.
В июне 1954 года в состав Гагинского сельсовета вошли селения упраздненного Пановоосановского сельсовета.
В апреле 1963 года в связи с упразднением Гагинского района сельсовет вошел в состав Лукояновского района. В январе 1965 года возвращен в восстановленный Гагинский район.
Статус и границы сельского поселения установлены Законом Нижегородской области от 15 июня 2004 года № 60-З «О наделении муниципальных образований - городов, рабочих посёлков и сельсоветов Нижегородской области статусом городского, сельского поселения».

## Население
| 2002  | 2010  | 2012  | 2013  | 2014  | 2015  | 2016  |
| ----- | ----- | ----- | ----- | ----- | ----- | ----- |
| 5003  | ↘4602 | ↘4514 | ↘4509 | ↘4492 | ↘4483 | ↘4450 |
| 2017  | 2018  | 2019  | 2020  | 2021  |       |       |
| ↗4475 | ↘4435 | ↘4367 | ↘4286 | ↘4219 |       |       |

## Состав сельского поселения
| №  | Населённый пункт | Тип населённого пункта       | Население |
| -- | ---------------- | ---------------------------- | --------- |
| 1  | Баронский        | посёлок                      | ↘1        |
| 2  | Гагино           | село, административный центр | ↘3607     |
| 3  | Грязный          | посёлок                      | →0        |
| 4  | Малиновка        | посёлок                      | ↘0        |
| 5  | Новодевичьи Горы | деревня                      | ↘11       |
| 6  | Паново-Осаново   | село                         | ↘164      |
| 7  | Первомайский     | посёлок                      | ↘7        |
| 8  | Субботино        | село                         | ↘77       |
| 9  | Тяпино           | деревня                      | ↘83       |
| 10 | Шерстино         | деревня                      | ↘368      |